# Triquinelose
Triquinelose ou triquinose (do grego thrix, cabelo) é uma parasitose causada pelo nematoda Trichinella spiralis e afeta principalmente animais carnívoros como ursos, felinos e caninos, mas também podem afetar humanos e suínos que comem carne. 

## Causa

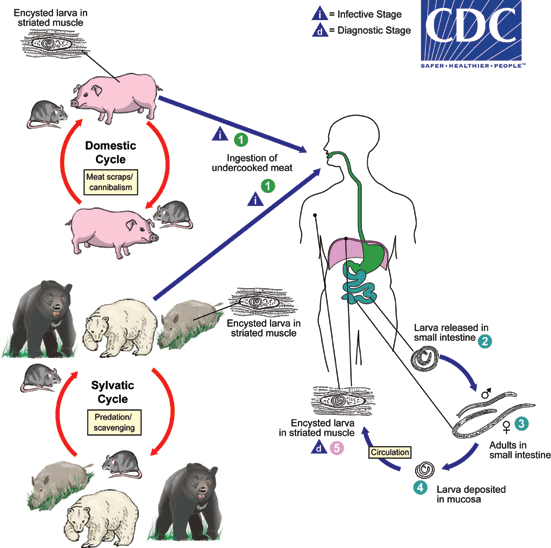
Ciclo de vida do Trichinella (em inglês)

A infecção é adquirida pelo consumo de carne mal cozida de cistos com larvas de trichinella. As enzimas digestivas abrem os cistos e estimulam que as larvas penetrem pelas paredes do intestino onde as larvas amadurecem e se reproduzem causando sintomas de infecção gastrointestinal. As fêmeas podem chegar a 2mm e os machos a 1mm. As fêmeas fecundadas botam ovos na parede intestinal. Algumas semanas depois os filhotes nascem e viajam pelo sistema sanguíneo para os músculos estriados. Em alguns casos as larvas podem infectar os músculos do coração, diafragma ou músculos do olho causando complicações. No músculo as larvas se formam cistos resistentes, que quando forem ingeridos por um predador recomeça o ciclo.

## Sinais e sintomas
A intensidade dos sintomas depende da quantidade de larvas ingeridas. Na primeira fase, um a dois dias depois da infecção inicial, enquanto as larvas amadurecem nas paredes do intestino ocorrem:
- Diarreia
- Dor abdominal
- Fadiga
- Náusea e vomito

Depois de duas a oito semanas, quando as larvas viajam para os músculos estriados e formam cistos os sintomas podem ser:
- Febre alta
- Dor muscular: músculos mais sensíveis a dor
- Inchaço das pálpebras e rosto
- Fraqueza
- Dor de cabeça
- Sensibilidade à luz
- Conjuntivite

Os sintomas podem persistir por muitas semanas.
Complicações
Quando as larvas infectam outros tecidos podem causar:
- Miocardite: Inflamação do coração
- Encefalite: Inflamação do cérebro
- Meningite: Inflamação das meninges
- Pneumonia: Inflamação dos pulmões

## Diagnóstico
Casos com sintomas leves ou moderados não chegam a ser diagnosticados, pois são similares a outras infecções alimentares. Exames de fezes geralmente não mostram evidências do parasita. Exames de sangue podem revelar um aumento de eosinófilos ou a formação de anticorpos específicos contra o parasita depois de várias semanas. Uma biópsia muscular analisada ao microscópio pode detectar os cistos com as larvas.

## Epidemiologia
Era uma doença muito comum em todo o mundo até os anos 80, quando os países implementaram leis proibindo alimentar o gado com restos de outros animais e exigindo congelamento por tempos prolongados da carne. O número de casos vêm diminuindo, mas surtos ainda ocorrem regularmente em locais onde é comum comer carne mal cozida, mesmo em países desenvolvidos da Europa. Atualmente o CDC estima apenas 10.000 casos de triquinelose humana por ano no mundo. 

## Tratamento
Antiparasitários (anti-helmíntico) como albendazol ou mebendazol podem ser eficazes na eliminação dos vermes intestinais e larvas, mas não destroem os cistos nos músculos. Analgésicos e anti-inflamatórios corticosteroides como prednisona devem ser usados por períodos prolongados para inibir as reações alérgicas aos cistos até que estes se calcifiquem e sejam destruídos pelo sistema imune do paciente, o que pode demorar quatro meses.